# Mola (textil)

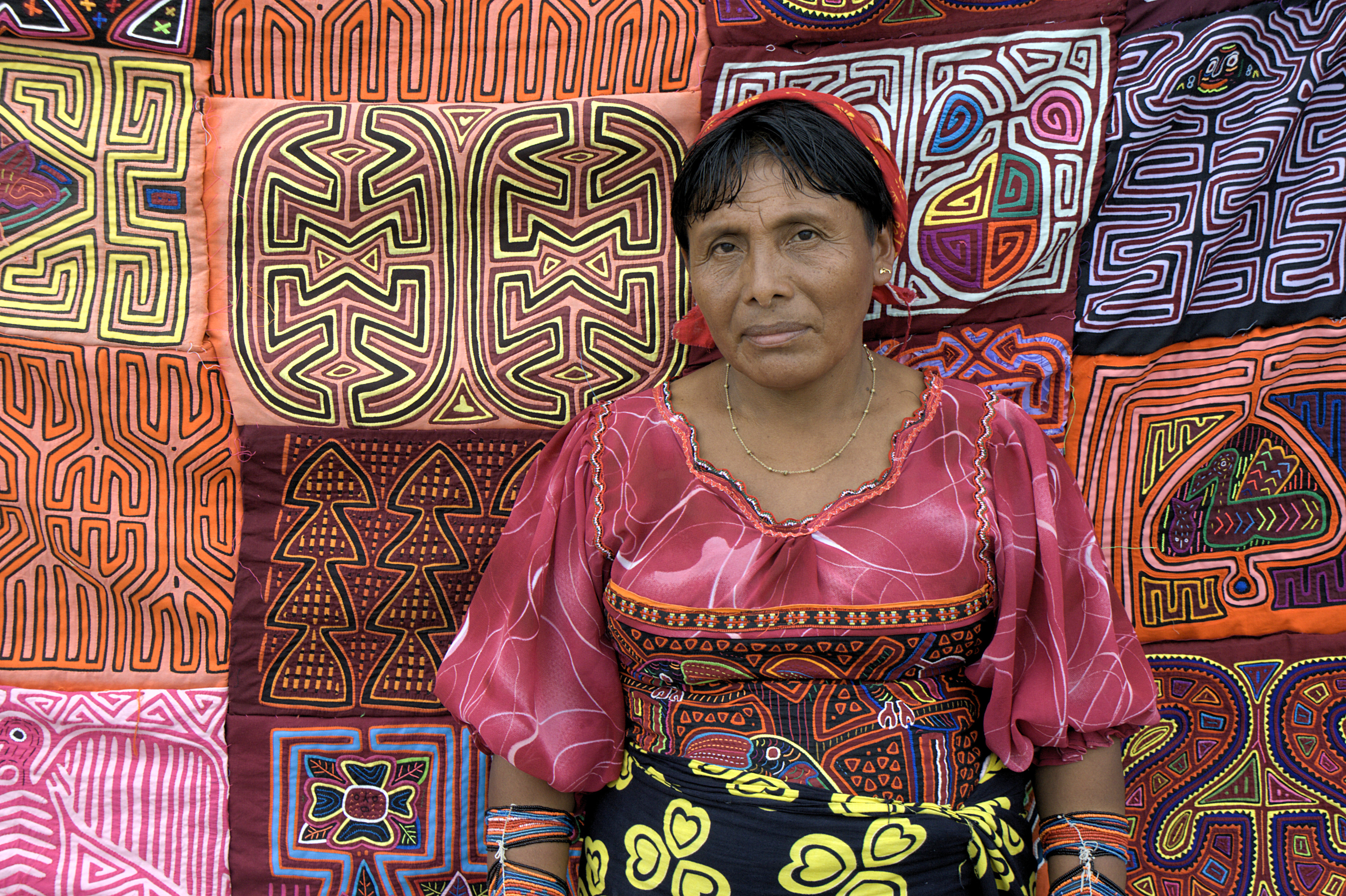
Kvinna som säljer molas i Panama City.

Mola är ett blusliknande klädesplagg som tillverkas av kunafolket i en slags omvänd applikationsteknik.
Traditionellt målade kunafolket sina kroppar i geometriska mönster. Efter Spaniens kolonisering och kontakten med missionärer överfördes dessa mönster till tyg.